# Dendronephthya pustulosa
Dendronephthya pustulosa är en korallart som beskrevs av Wright och Studer 1889. Dendronephthya pustulosa ingår i släktet Dendronephthya och familjen Nephtheidae. Inga underarter finns listade i Catalogue of Life.